# Serixia rubripennis
Serixia rubripennis là một loài bọ cánh cứng trong họ Cerambycidae.